# Aeroportul Ekibastuz
Aeroportul Ekibastuz (IATA: EKB, ICAO: UASB) este un aeroport din Provincia Pavlodar, Kazahstan ce deservește zona Ekıbastūz⁠(d). A fost numit după zona deservită.
Situat la o altitudine de 236 m, aeroportul dispune de o singură pistă.